# T-Shirt Weather
T-Shirt Weather is een nummer van de Britse indierockband Circa Waves uit 2015. Het is de tweede single van Never Been Better, het vierde studioalbum van Olly Murs.
Volgens zanger Kieran Shudall gaat het nummer over zijn jeugd en hoe anders dingen toen waren. "Herinneringen lijken bijna een film, alles lijkt interessanter en het gras lijkt groener", aldus Shudall. "T-Shirt Weather" flopte in het Verenigd Koninkrijk met een 80e positie. In Vlaanderen was het nummer iets succesvoller met een 20e positie in de Tipparade. In Nederland bereikte het nummer geen hitlijsten, maar werd het wel een klein radiohitje.